# 倫卡巴努盧伊鄉
46°35′42″N 28°10′06″E / 46.59500°N 28.16833°E
倫卡巴努盧伊鄉（羅馬尼亞語：Comuna Lunca Banului, Vaslui），位於羅馬尼亞東北部，由瓦斯盧伊縣負責管轄，面積83平方公里，海拔高度17米，2007年人口3,959，人口密度每平方公里48人。